# I Gotta Dance to Keep from Crying
"I Gotta Dance to Keep from Crying" is een hitsingle van de Amerikaanse soulgroep The Miracles. Het was de laatste en tweede single afkomstig van het album The Miracles Doin' Mickey's Monkey. De single werd uitgebracht in november 1963 en had veel weg van haar voorganger "Mickey's Monkey". Beide nummers zijn dansnummers en creëren een sfeer op de opname alsof er rechtstreeks een feestje aan de gang is. Dit gebeurt door te klappen, te joelen en te reageren op de leadzanger, Smokey Robinson. "I Gotta Dance to Keep from Crying" haalde zowel op de r&b-lijst als op de poplijst de top 40. Op die laatstgenoemde hitparade was het een nummer 35-hit, terwijl het nummer in kwestie op de r&b-lijst met een nummer 17-notering de top 20 binnendrong.
In tegenstelling tot veel hits van The Miracles werd "I Gotta Dance to Keep from Crying" niet geschreven door Smokey Robinson, al dan niet in samenwerking met collega's van The Miracles. Dit keer waren het namelijk Eddie Holland, Lamont Dozier en Brian Holland die een nummer voor de groep schreven. Dat was zo, omdat zij ook al de nummer 8-hit, en tot dan toe een van de grootste hits van The Miracles, "Mickey's Monkey" hadden geschreven. Later zouden Holland-Dozier-Holland onder andere ook nog de hit "(Come 'Round Here) I'm the One You Need" voor The Miracles schrijven. De titel "I Gotta Dance to Keep from Crying" hebben Holland-Dozier-Holland overigens ontleend aan de oude Amerikaanse uitdrukking "I gotta laugh to keep from crying". De boodschap van beide regels is dat mensen zich moeten vermaken om hun pijn te kunnen vergeten. In het lied heeft de verteller namelijk het meisje verloren die de enige was waarvan hij ooit echt heeft gehouden.
Zoals zoveel singles van The Miracles werd ook "I Gotta Dance to Keep from Crying" door andere artiesten gecoverd. Onder meer The Who, The High Numbers en Jimmy James namen een eigen versie op. De B-kant, "Such Is Love, Such Is Life", werd niet opnieuw door andere artiesten op album uitgebracht. In tegenstelling tot "I Gotta Dance to Keep from Crying" verscheen de B-kant ook niet op het album The Miracles Doin' Mickey's Monkey. "Such Is Love, Such Is Life" stond namelijk al op het voorgaande album, The Fabulous Miracles, waar onder andere de hits "You've Really Got a Hold on Me", "I've Been Good to You" en "A Love She Can Count On" op verschenen.

## Bezetting
- Leadzang: Smokey Robinson
- Achtergrond: Ronnie White, Claudette Robinson, Bobby Rogers en Warren "Pete" Moore
- Instrumentatie: The Funk Brothers
- Schrijvers: Holland-Dozier-Holland
- Productie: Brian Holland en Lamont Dozier